# Hypselodoris apolegma
Hypselodoris apolegma (Yonow, 2001) è un mollusco nudibranchio della famiglia Chromodorididae.

## Descrizione
Corpo di colore rosa acceso con una linea bianca sul bordo del mantello, che sfuma sul mantello. Rinofori di colore rosa e poi arancio, branchie giallo-arancio; queste ultime sono alte, sopra una cuspide del corpo, caratteristica che lo riconduce al genere Hypselodoris.

## Distribuzione e habitat
Questa specie è diffusa nell'Oceano Pacifico occidentale.